# Frank Reicher
Frank Reicher (2 de diciembre de 1875 - 19 de enero de 1965), fue un actor, director y productor alemán nacido en Múnich. Era hijo del actor Emanuel Reicher, y hermano de la actriz Hedwiga Reicher.
Durante los primeros años del siglo XX, se radicó en Broadway, donde protagonizó algunas obras, pero es más conocido por sus papeles secundarios en películas. Su actuación más conocida es la del capitán Englehorn en King Kong y El hijo de Kong en 1933. 

## Muerte
Falleció el 19 de enero de 1965 a los 89 años en el hospital de Inglewood, California, Estados Unidos. Su entierro fue en el Cementerio Inglewood Park.